# Cirrhophanus chrysochilus
Cirrhophanus chrysochilus là một loài bướm đêm trong họ Noctuidae.